# هاینس هیلدبرانت
هاینس هیلدبرانت (دانمارکی: Heinz Hildebrandt؛ زادهٔ ۱۳ فوریهٔ ۱۹۴۳) بازیکن و مربی فوتبال اهل دانمارک بود.
از باشگاه‌هایی که در آن بازی کرده‌است می‌توان به باشگاه فوتبال وایله بلدکلوب اشاره کرد.
وی همچنین در تیم‌های ملی فوتبال زیر ۲۱ سال دانمارک و دانمارک بازی کرده‌است.